# 赵抃墓
赵抃墓位于中国浙江省衢州市衢江区莲花镇东山边村，是宋代名臣赵抃的墓，2011年被列为浙江省文物保护单位。
趙抃（1008年－1084年），字閱道（一作悅道），號知非子，衢州西安（今衢州市）人。北宋景祐元年（1034年）進士，除武安軍節度推官。通判泗州。至和元年（1054年），召爲殿中侍御史，弹劾不避权势，时称“铁面御史”。熙寧三年（1070年）知杭州，十二月詔令知青州，四年三月赴青州就任。熙寧五年知成都，七年知越州（今绍兴）。元豐二年（1079年）以太子少保致仕。元豐七年（1084年）卒。謚清獻。
赵抃墓原有神道及石像生，现墓丘已不明显，尚存残缺的石马、石羊各一件。